# Ongi Etorri
Ongi Etorri és un partit polític basc que neix gràcies per impuls de SOS Racisme Araba per reivindicar els drets dels migrants. A les eleccions al Parlament Basc de 2020 només van obtenir 64 vots, a les eleccions al Parlament Basc de 2016 van obtenir el sostre electoral amb 374 vots, eleccions al Parlament Basc de 2012, el primer cop que es presentaven, només 100. Es va presentar a les eleccions generals espanyoles de 2015 sent el partit menys votat de tot l'estat amb 110 vots a Araba.